# Kuc Fell

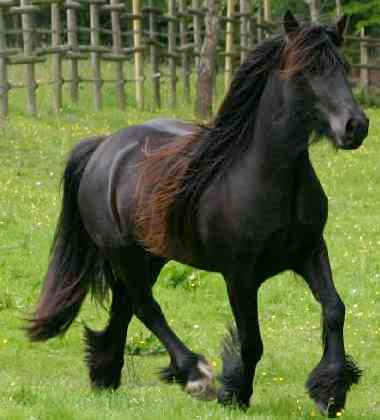
Kłusujący kary kuc Fell

Kuc Fell – brytyjska rasa kuców.

## Historia

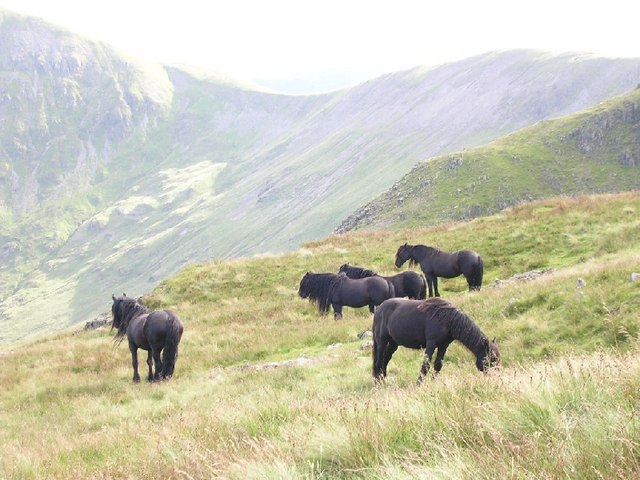
Półdzikie kuce Fell

Jest to rasa pochodząca z północnych rejonów gór Pennińskich i torfowisk Westmorland i Cumberland. Jego przodkami były prawdopodobnie konie typu północnego. Na kształtowanie się tej rasy wielki wpływ wywarła nieistniejąca obecnie rasa galloway, silne, szybkie i odporne wierzchowce, choć widoczny jest też u felli dolew krwi koni fryzyjskich.

## Pokrój
Osiąga wysokość do 140 cm w kłębie. Ma charakterystyczną „brodę” i całkiem pokaźne szczotki pęcinowe. Ma niewielką głowę w stosunku do ciała. Łopatki koni tych rasy są dobrze ukształtowane. Posiada gęstą grzywę. Kończyny ma mocne, a obwód nadpęcia powinien wynosić co najmniej 20cm.

### Umaszczenie
Charakteryzuje się ciemnym umaszczeniem. Zwykle jest kary, lub ciemnogniady. Czasem zdarzają się osobniki myszate. Białe odmiany nie są dopuszczane.

## Temperamenti użytkowość
Kuce tej rasy mają żywiołowy charakter, ale jednocześnie są dość łatwe w prowadzeniu, co wraz z ich eleganckimi chodami czyni z nich świetnie zwierzęta do ujeżdżenia. Cenione są jako konie wierzchowe, przez wzgląd na swoją wytrzymałość. W przeszłości były także wykorzystywane jako konie juczne.